# ナップルテール
『Napple Tale Arsia in Daydream』（ナップルテール アリシア イン デイドリーム）はセガより2000年10月19日に発売されたドリームキャスト用家庭ゲームソフト。2002年3月6日にはドリコレ版が発売された。
メーカーによる公称ジャンルは「ラブリーポップ・アクションRPG」。女性やライトユーザーを意識した作品であり、1シナリオの長さは30分程度にまとめられ、ゲームの難易度自体も抑えられている。

## ストーリー
年に一度の夏至祭を楽しんでいたポーチは、ストレイナップのミスでナップルワールドに連れていかれてしまう。
リアルワールドと深き夢の世界ディープドリームとの間に存在するうたた寝の国と呼ばれる不思議な世界ナップルワールドで、ポーチの体から飛び出したペタルを取り戻す冒険の物語。

## 主要キャラクター
ポーチ・アリシア（坂本真綾）
本作の主人公。シチューが大好き。ストレイナップのミスでナップルワールドに来てしまう。物語後半ではナップルワールドを創造した女神イリュシアとの関係も明かされる。
ストレイナップ
ポーチには略して「SN」と呼ばれてしまう。死者を導くたまガイドだが、「13アイス」というアイスクリーム屋さんも営んでいる。ポーチの決めポーズに割って入ったりする。
ピエロ
道化師であり道楽者。仮面の下に見え隠れする湖のような瞳に魅了されてしまった婦女子も少なくない。やりたい放題やり尽くして敗北してしまう彼だが、ラストのスタッフロールでは救いの手が差し伸べられている。
メレ
「ハテナ玩具堂」を経営している頼れるお兄さん。ポーチの面倒をあれこれと見てくれる。クリスタルパレスの雪の女王の豊満な乳房の前で行き倒れる事件も。
アリス
寝る事が大好きなのに不眠症に悩まされている。可愛い容姿に似つかわしくないが、いつもだるだるしている。布団のコレクター。
セシル
過去の栄光から逃れられず、すっかり引き籠りになってしまったお嬢様。ガーデニングが趣味。

## パフェット
アイテムから抽出するMISを組み合わせてリミックスするキャラクターの総称。おおまかにアクションパフェットと家具パフェットの2種類がある。
アクションパフェット
主人公自身が複雑な装備や魔法を使うことはないため、代わりにパフェットをうまく使うことで通常の移動では行けない場所へ行く、特殊攻撃を行う、体力の回復などができる。
家具パフェット
ナップルタウンの住民から依頼を受けてリミックスする家具型のパフェット。冒険には連れて行けない。依頼主に渡した後に話し掛けるとちょっとしたイベントがあるものもいる。

## ステージ
- 春
  - ニューイヤーズデイ
  - ザ・ワイルドウインド
  - ワンダーベッド
- 夏
  - アジサイ
  - ワンス・サマー
  - フェスティバルナイト
- 秋
  - レッド＆ゴールド
  - セシルの秘密花壇
  - うめき井戸
- 冬
  - フィヨルランド
  - 氷月の雪回廊
  - クリスタルパレス
- ミラーイリュージョン
  - ミラーイリュージョン 1
  - ミラーイリュージョン 2
- スペシャルマップ
  - スコア・アタック
  - パフェット・トライアル

## 音楽・主題歌
音楽担当は菅野よう子。BGMの総数は70曲以上にも及ぶ。OP･ED主題歌と、ゲーム中に登場する妖精ペタルの歌は坂本真綾が担当。
サントラCD『怪獣図鑑』と『妖精図鑑』が発売されているが、未収録曲が存在する（「Folly Fall」は、後に『セガコン-THE BEST OF SEGA GAME MUSIC- VOL.2』に収録された）。
- オープニング主題歌『しっぽのうた』（シングルCDあり）

歌：坂本真綾　作詞：一倉宏　作曲・編曲：菅野よう子
- エンディング主題歌『Dreams in a pie』

歌：坂本真綾　作詞：Chris Mosdell　作曲・編曲：菅野よう子
- 挿入歌『みどりのはね』

歌：坂本真綾　作詞：一倉宏　作曲・編曲：菅野よう子
- 挿入歌『夜明けのオクターブ』

歌：坂本真綾　作詞：一倉宏　作曲・編曲：菅野よう子

## スタッフ
- シナリオ：門倉直人
- キャラデザイン：MOOTAN
- パフェットデザイン：みすみれいこ
- 音楽：菅野よう子
- 歌・MC：坂本真綾

## 評価
- ゲーム誌『ファミ通』の「クロスレビュー」では浜村通信 / 水ピン / 戦闘員まるこ / カミカゼ長田の各レビュワーより7 / 7 / 7 / 8点の合計29点（満40点）を獲得した[2]。

- ゲーム誌『ドリームキャストマガジン』のレビューよる評点は、7.33点（満10点）となっている[3]。

- 同じく『ドリームキャストマガジン』から後継紙の『ドリマガ』にかけて行われた読者投票による「読者レース」での最終評点・順位は、9.25点（満10点）で424タイトル中31位、9点台を48週維持し「読者本命」に認定された[4]。

## 関連書籍
- ナップルテール アリシア イン デイドリーム（勁文社〈ドリームキャスト必勝法スペシャル〉）

2000年11月15日初版　ISBN 476693623X
ゲームの攻略情報、ストーリーがイラストを交え掲載されている。